# Christie Monteiro

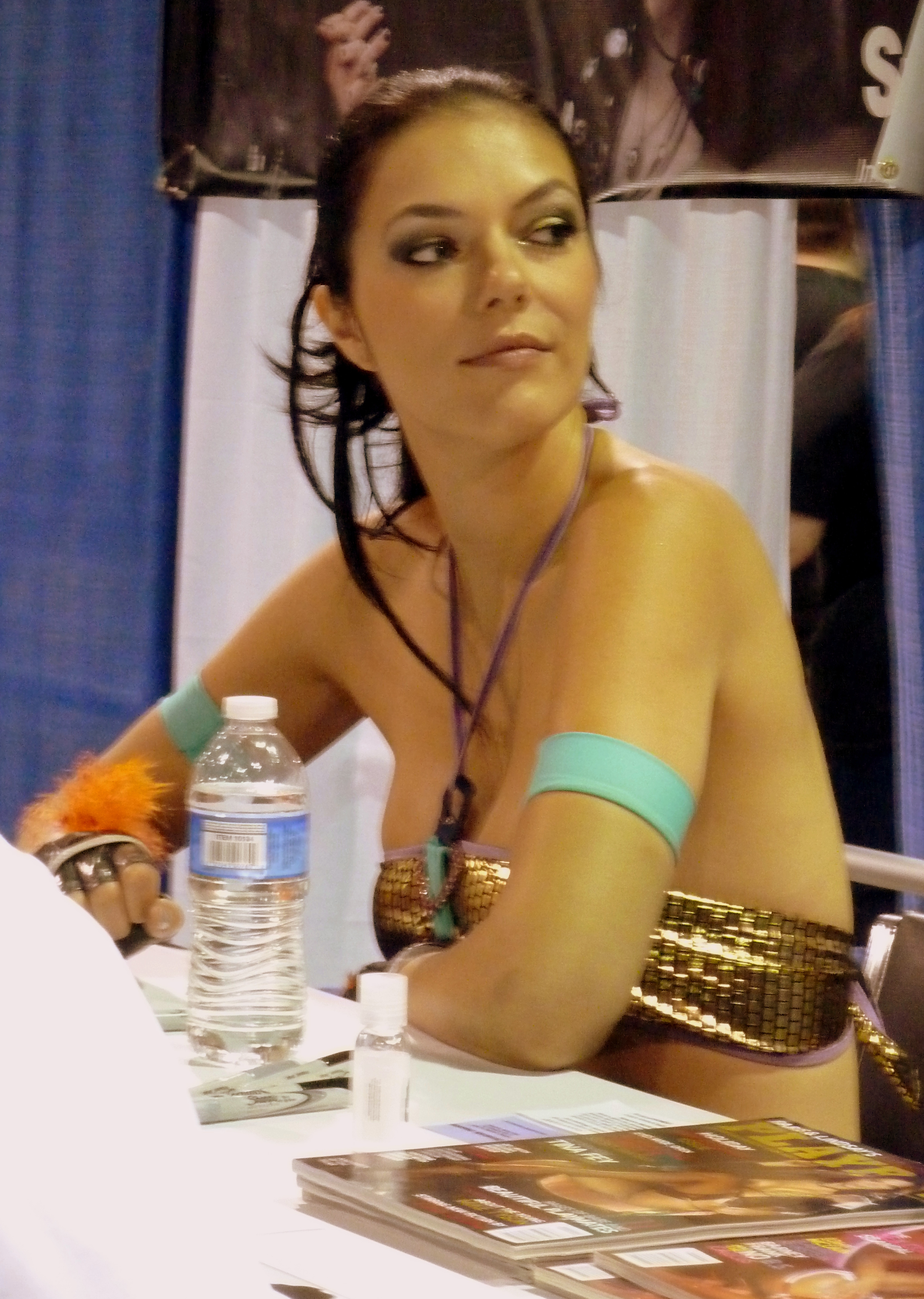
Adrianne Curry als Christie Monteiro

Christie Monteiro (19 jaar) is een personage uit de serie Tekken.
Christie is de kleindochter van de meester van Eddy Gordo, die al bekend was met de King of Iron Fist Tournamenten. Ze is opgevoed met de vechtstijl capoeira. Wanneer Eddy mysterieus verdwijnt, doet ze mee aan de Tekken 4 om hem te vinden. Ze vond hem uiteindelijk. Later deed ze mee aan de Tekken 5 om de Mishima Zaibatsu om hulp te vragen, omdat haar grootvader doodziek is.